# Mangai
Mangai – miasto w Demokratycznej Republice Konga, w prowincji Kwilu.